# Cynomops abrasus
Cynomops abrasus is een zoogdier uit de familie van de bulvleermuizen (Molossidae). De wetenschappelijke naam van de soort werd voor het eerst geldig gepubliceerd door Temminck in 1827.